# Castell de Santa Pola
El castell de Santa Pola es troba en ple centre la població de Santa Pola (Baix Vinalopó), que li dona el nom, i antigament albergava l'ajuntament de la vila.

## Característiques
El va manar construir el virrei de València Bernardino de Cárdenas y Pacheco el 1557, regnant Carles I i d'acord amb el pla de defensa de la costa contra els pirates barbarescs. Va ser alçat sobre una antiga torre del segle xiv que protegia el port.
La fortalesa és de planta quadrangular i forma un espai envoltat de sòlids murs amb sengles torrasses als quatre cantons, dels quals només un ha perdurat fins hui. La porta principal d'accés, del segle xviii, està en la façana de ponent, protegida per una altra torrassa de la mateixa època. L'obra principal és de maçoneria amb pedra de gran grandària i reforçada per carreus als cantons.
Tota la muralla disposa de cornisa i terrassa, i en l'interior alberga distintes dependències d'institucions municipals. Encara que està molt modificat pels distints usos a què ha estat destinat, es troba en bon estat de conservació.